# Cordillère Subbétique
La cordillère Subbétique (espagnol : Sistema Subbético) est l'un des trois systèmes formant les cordillères Bétiques dans le Sud de l'Espagne. Constituée principalement de systèmes calcaires, elle est située au nord de la cordillère Pénibétique et au sud de la cordillère Prébétique et s'étend du cap de Trafalgar jusqu'au nord de la ville de Murcie.

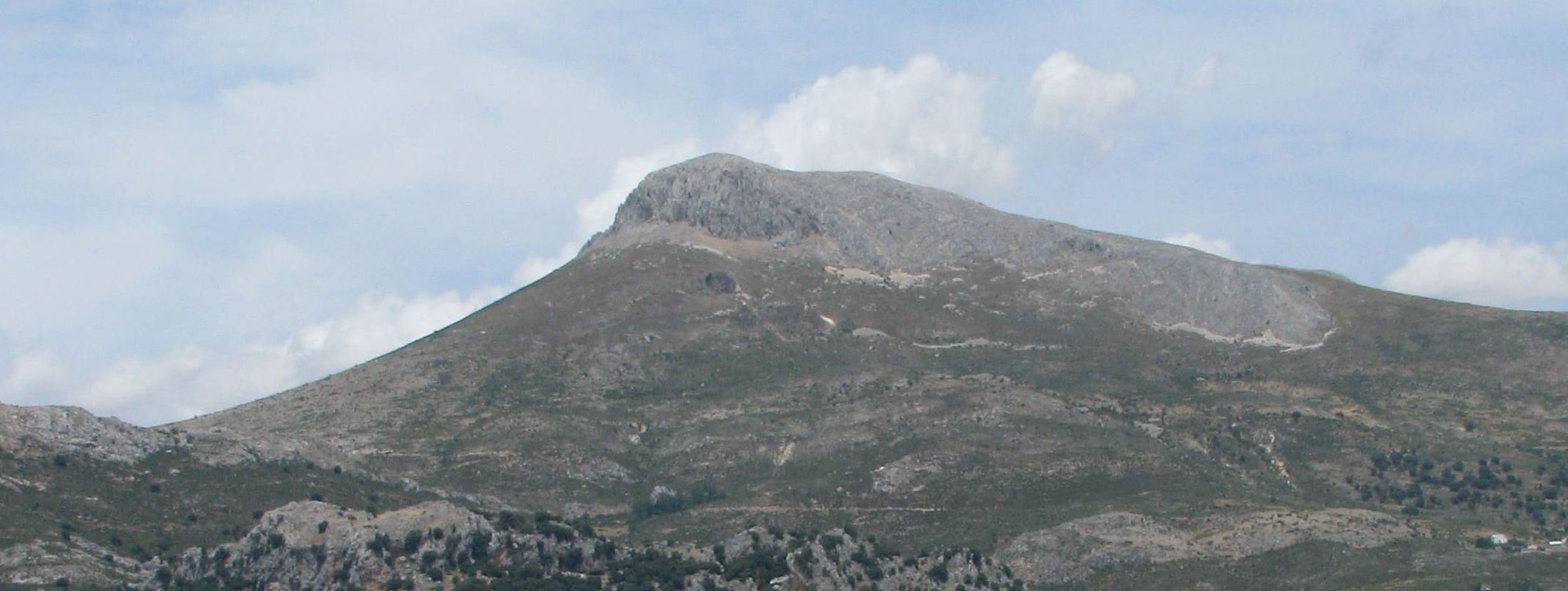
Peña de la Cruz, sommet de la sierra Arana.